# Попівка (Кременчуцький район)
Попі́вка (МФА: [popiŭka] ( прослухати)) — село в Україні, у Глобинській міській громаді Кременчуцького району Полтавської області. Населення становить 156 осіб (на 2010 рік). До 2020 орган місцевого самоврядування — Федорівська сільська рада. Окрім Попівки сільській раді були підпорядковані села Федорівка та Лубенщина. Після адміністративно-територіальної реформи 2020 року увійшло до Глобинської міської громади. День села — 8 жовтня.

## Географія
Село знаходиться на правому березі річки Псел у місці впадання у неї річки Хорол за 50 км від районного центру Глобине. Вище за течією річки Хорол примикає село Поділ, на протилежному березі річки Псел — село Березняки (Решетилівський район). Площа населеного пункту — 114,0 га.
Поблизу села Попівка розташовані гідрологічний заказник «Гирло Хоролу» та ботанічний заказник «Кут».

## Історія

### Давні часи
В селі знаходится пам'ятка архіології місцевого значення  - Група курганів І. Урочище Гора. Знаходиться на північній околиці села Попівка, за 50–110 м на північ від меж житлової забудови, на трикутному в плані мисоподібному виступі плато правого корінного берега р. Псла висотою понад 45 м над рівнем заплави, утвореному коліном річки нижче впадіння до неї р. Хоролу. Складається з двох насипів, розміщених за віссю північний схід–південний захід мису на відстані 60 м один від одного.
Розміри (висота х діаметр): 3,50х35 м та 2,50х32х40 м.
ІІІ -І тис. до н.е. енеоліт – бронзовий вік, ранній залізний вік.
Виявлена Л.М. Луговою у 1987 р., обстежувалась О.Б. Супруненком у 2010 і 2013 рр.

### Заснування
Село існувало вже у першій половині XVIII століття.
На південь від села знаходяться урочища Рубаний Ярок та Топиришки. За народними переказами іх назви походять від козацької битви за село Говтва  - Рубаний Ярок (де були порубані шляхтичі) і Топиршки (де були потоплені поляки - "топи вершки”, тобто бойові головні убори воїнів-кіннотників). 

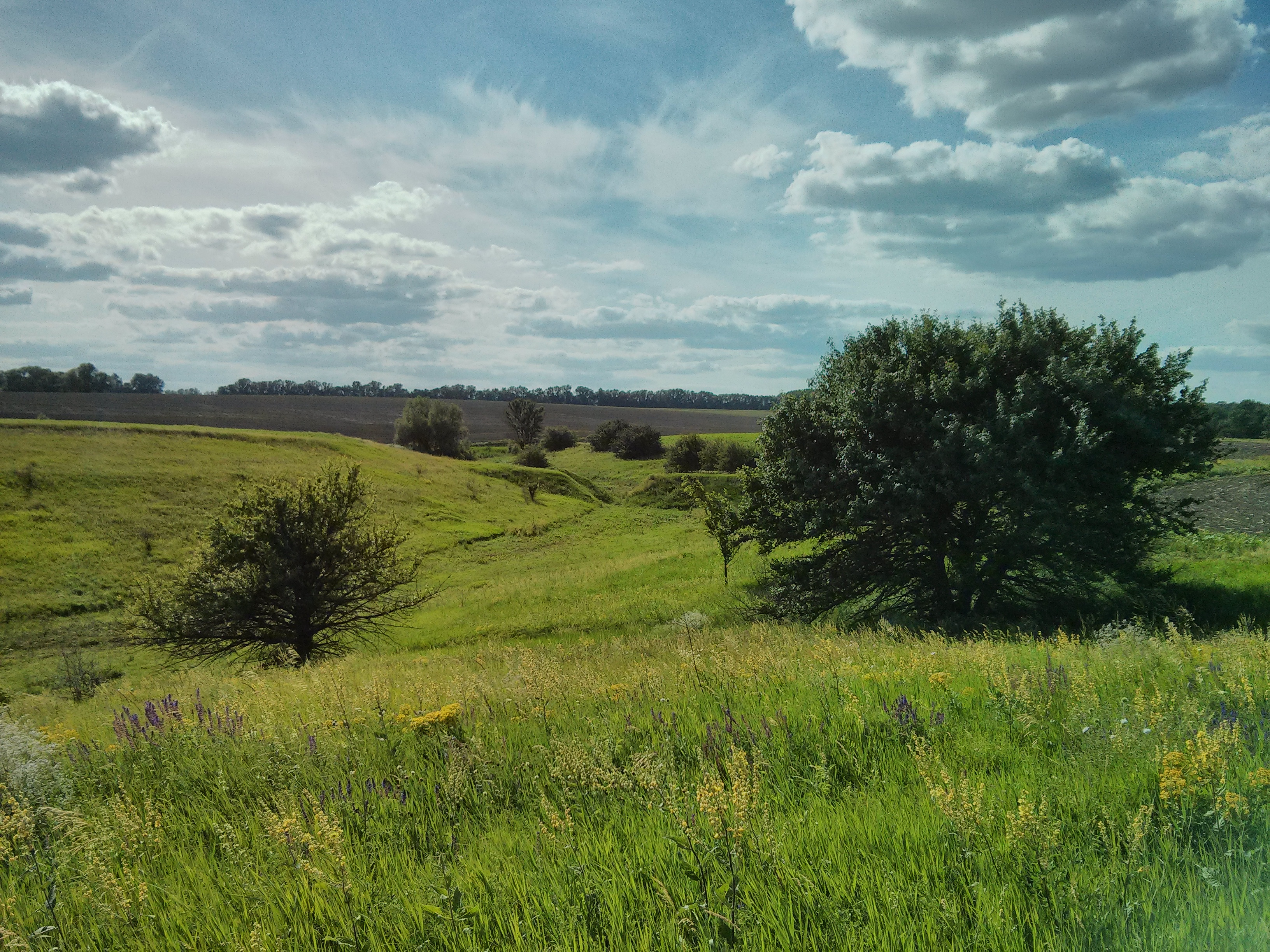
урочище Рубаний Ярок

Станом на 1913 рік в с.Попівка Манжеліївської волості Кременчуцького повіту налічувалося 168 дворів на 921 житель.

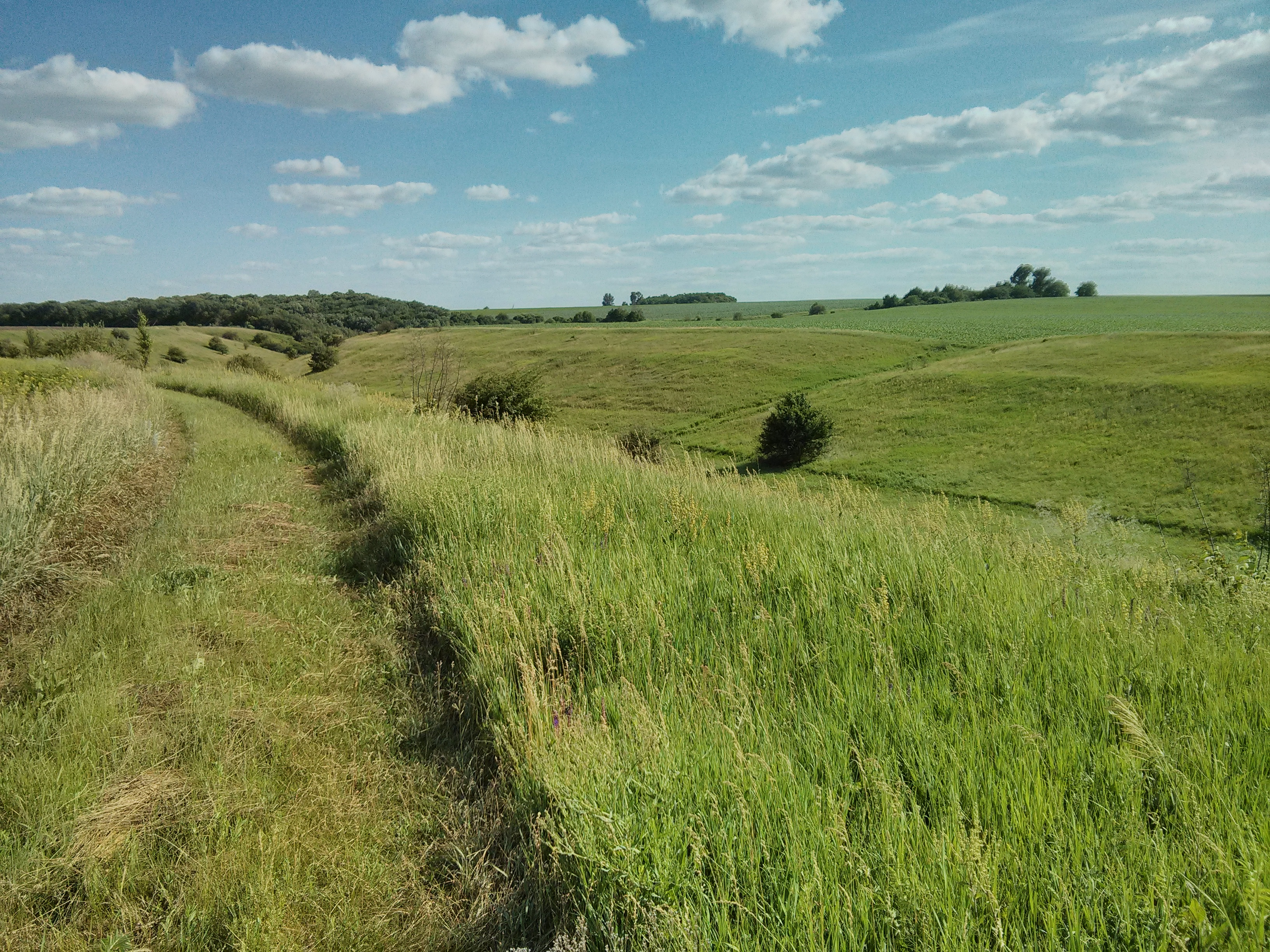
Стежина на Топиришки (Урочище "Рубаний Ярок" під селом Попівкою)

### Новітня історія
12 червня 2020 року, відповідно до розпорядження Кабінету Міністрів України № 721-р «Про визначення адміністративних центрів та затвердження територій територіальних громад Полтавської області», село увійшло до складу Глобинської міської громади.
19 липня 2020 року, в результаті адміністративно - територіальної реформи та ліквідації Глобинського району, село увійшло до складу новоутвореного Кременчуцького району.
Із південно-східного боку в межах огорож садиб зберіглося незначне підвищення основи дерев'яної церкви ХІХ ст. позначеної на картографічних матеріалах 1863 - 1878рр.

## Населення
Кількість населення у селі змінювалась наступним чином:
| 2001 | 2011 |
| ---- | ---- |
| 230  | 156  |
|      | ▼    |

### Мова
Розподіл населення за рідною мовою за даними перепису 2001 року:
| Мова       | Кількість | Відсоток |
| ---------- | --------- | -------- |
| українська | 222       | 96.52%   |
| російська  | 6         | 2.61%    |
| румунська  | 2         | 0.87%    |
| Усього     | 230       | 100%     |

## Інфраструктура
Село газифіковане. На території села діють фельдшерсько-акушерський пункт, один магазин.

## Пам'ятки
Є пам'ятник воїнам-односельцям, загиблим під час Радянсько-німецької війни.

## Люди
В селі народився Литвиненко Іван Федорович — Герой Радянського Союзу.